# .nf
.nf je podle ISO 3166-2:NF internetová národní doména nejvyššího řádu pro Norfolk. Doména je dražší než mnoho jiných domén, proto není tolik využívána. Spíše se registrují domény na třetí úrovni, druhou úroveň používají Norfolcké subjekty.

## Domény druhého řádu
Tyto domény druhého řádu jsou k dispozici pro registraci domén třetího řádu bez omezení.
- .com.nf
- .net.nf
- .per.nf
- .rec.nf
- .web.nf
- .arts.nf
- .firm.nf
- .info.nf
- .other.nf
- .store.nf